# Antoine Tassy
Pour les articles homonymes, voir Tassy.
Antoine Tassy est un footballeur puis entraîneur haïtien, né le 26 mars 1924 et mort le 3 mars 1991. Il évoluait au poste d'attaquant durant les années 1950.

## Biographie

### Joueur
International haïtien, Antoine Tassy dispute deux matchs des éliminatoires de la Coupe du monde 1954 contre le Mexique (défaites 0-4 et 0-8) avant de remporter avec ses coéquipiers la Coupe CCCF en 1957, dont il fait partie de l'équipe type (3 buts marqués).
Il participe aussi avec les Grenadiers d'Haïti aux Jeux panaméricains en 1959, bien que ces rencontres, disputées face à des équipes amateur, ne soient pas considérées officielles. Il inscrit en tout six buts avec la sélection de 1948 à 1957,.
Buts en sélection
| Buts en sélection d'Antoine Tassy | Buts en sélection d'Antoine Tassy | Buts en sélection d'Antoine Tassy          | Buts en sélection d'Antoine Tassy | Buts en sélection d'Antoine Tassy | Buts en sélection d'Antoine Tassy | Buts en sélection d'Antoine Tassy |
|                                   | Date                              | Lieu                                       | Adversaire                        | Score                             | Résultat                          | Compétition                       |
| --------------------------------- | --------------------------------- | ------------------------------------------ | --------------------------------- | --------------------------------- | --------------------------------- | --------------------------------- |
| 1.                                | 13 décembre 1948                  | Sabina Park, Kingston (Jamaïque)           | Jamaïque                          |                                   | 1-2                               | Match amical                      |
| 2.                                | 14 novembre 1953                  | Stade Sylvio-Cator, Port-au-Prince (Haïti) | Jamaïque                          |                                   | 4-1                               | Match amical                      |
| 3.                                | 12 mars 1956                      | Stade Sylvio-Cator, Port-au-Prince (Haïti) | Panama                            | 1-1                               | 2-1                               | Match amical                      |
| 4.                                | 13 août 1957                      | Rifstadion, Willemstad (Curaçao)           | Curaçao                           | 0-2                               | 1-3                               | Coupe CCCF 1957                   |
| 5.                                | 16 août 1957                      | Rifstadion, Willemstad (Curaçao)           | Honduras                          | 2-1                               | 2-1                               | Coupe CCCF 1957                   |
| 6.                                | 23 août 1957                      | Rifstadion, Willemstad (Curaçao)           | Cuba                              | 0-2                               | 1-6                               | Coupe CCCF 1957                   |

### Entraîneur
Devenu sélectionneur, il dirige Haïti en 1961 et commence sa carrière avec une quatrième place en Coupe CCCF en mars 1961. Il prend ensuite en charge la Jamaïque de 1962 à 1964. Entraîneur du Racing Club Haïtien à la même période, « Zoupim », son surnom, remporte en 1963 la Coupe des champions de la CONCACAF. Il dirige également durant sa carrière le Violette Athletic Club notamment lors de la Coupe des champions de la CONCACAF 1977.
Redevenu sélectionneur d'Haïti en 1965, l'équipe nationale termine à la deuxième place de la Coupe des nations de la CONCACAF en 1971 puis remporte le titre en 1973 et se qualifie ainsi pour la phase finale de la Coupe du monde 1974. Il quitte son poste en 1976 mais va cependant revenir assurer un intérim lors des éliminatoires de la Coupe du monde 1982.

### Décès
Il meurt le 3 mars 1991 à l'hôpital du Canapé-Vert de Port-au-Prince.

## Palmarès

### Palmarès de joueur
Équipe d'Haïti
- Vainqueur de la Coupe CCCF en 1957.

### Palmarès d'entraîneur
Racing Club Haïtien
- Vainqueur de la Coupe des champions de la CONCACAF 1963.

 Équipe d'Haïti
- Vainqueur de la Coupe des nations de la CONCACAF 1973.